# Laura Betti
Laura Betti (właśc. Laura Trombetti, ur. 1 maja 1927 w Casalecchio di Reno, zm. 31 lipca 2004 w Rzymie), włoska aktorka filmowa i teatralna, charakteryzująca się wyrazistym stylem interpretacji postaci i chrapliwym, rozpoznawalnym głosem. Współpracowała często z poetą, pisarzem i reżyserem Pierem Paolem Pasolinim i wieloma innymi reżyserami.